# Фристайл на зимових Олімпійських іграх 1994
Змагання з фристайлу на зимових Олімпійських іграх 1994 тривали з 15 до 24 лютого на Арені для фристайлу Кантауґен у Ліллегаммері (Норвегія). Розіграно чотири комплекти нагород. Порівняно з попередньою Олімпіадою до медальної програми внесли змагання з акробатики, що раніше були показовими.

## Чемпіони та призери

### Медальна таблиця
| Місце               | Країна              | Золото | Срібло | Бронза | Загалом |
| ------------------- | ------------------- | ------ | ------ | ------ | ------- |
| 1                   | Канада (CAN)        | 1      | 1      | 1      | 3       |
| 2                   | Норвегія (NOR)      | 1      | 0      | 1      | 2       |
| 3                   | Узбекистан (UZB)    | 1      | 0      | 0      | 1       |
| 3                   | Швейцарія (SUI)     | 1      | 0      | 0      | 1       |
| 5                   | Росія (RUS)         | 0      | 1      | 1      | 2       |
| 6                   | США (USA)           | 0      | 1      | 0      | 1       |
| 6                   | Швеція (SWE)        | 0      | 1      | 0      | 1       |
| 8                   | Франція (FRA)       | 0      | 0      | 1      | 1       |
| Загалом (8 збірних) | Загалом (8 збірних) | 4      | 4      | 4      | 12      |

### Чоловіки
| Дисципліна | Золото                        | Золото | Срібло                  | Срібло | Бронза                    | Бронза |
| ---------- | ----------------------------- | ------ | ----------------------- | ------ | ------------------------- | ------ |
| Могул      | Жан-Люк Брассар · Канада      | 27.24  | Сергій Щуплєцов · Росія | 26.90  | Едгар Гроспірон · Франція | 26.64  |
| Акробатика | Андреас Шенбехлер · Швейцарія | 234.67 | Філіпп Ларош · Канада   | 228.63 | Ллойд Ланґлуа · Канада    | 222.44 |

### Жінки
| Дисципліна | Золото                          | Золото | Срібло                 | Срібло | Бронза                        | Бронза |
| ---------- | ------------------------------- | ------ | ---------------------- | ------ | ----------------------------- | ------ |
| Могул      | Стіне Лісе Гаттестад · Норвегія | 25.97  | Ліз Макінтайр · США    | 25.89  | Єлизавета Кожевникова · Росія | 25.81  |
| Акробатика | Ліна Черязова · Узбекистан      | 166.84 | Марі Ліндгрен · Швеція | 165.88 | Гільде Сюнневе Лід · Норвегія | 164.13 |

## Країни-учасниці
У змаганнях з фристайлу на Олімпійських іграх у Ліллегаммері взяли участь спортсмени 21-єї країни. Австрія, Білорусь, Китай, Казахстан, Нідерланди, Росія, Україна і Узбекистан дебютували в цьому виді програми.
- Австралія (5)
- Австрія (1)
- Білорусь (4)
- Канада (11)
- Китай (2)
- Іспанія (2)
- Фінляндія (3)
- Франція (8)
- Велика Британія (3)
- Німеччина (5)
- Італія (6)
- Японія (3)
- Казахстан (1)
- Нідерланди (1)
- Норвегія (4)
- Росія (6)
- Швеція (8)
- Швейцарія (5)
- Україна (3)
- США (12)
- Узбекистан (3)